# New York, New Haven and Hartford Railroad
Die New York, New Haven and Hartford Railroad, abgekürzt NH oder NYNH&HR, oft nur New Haven genannt, war ein Eisenbahnunternehmen, das sein Streckennetz in den südlichen Neuengland-Staaten der USA betrieben hatte.

## Geschichte

### Entstehung

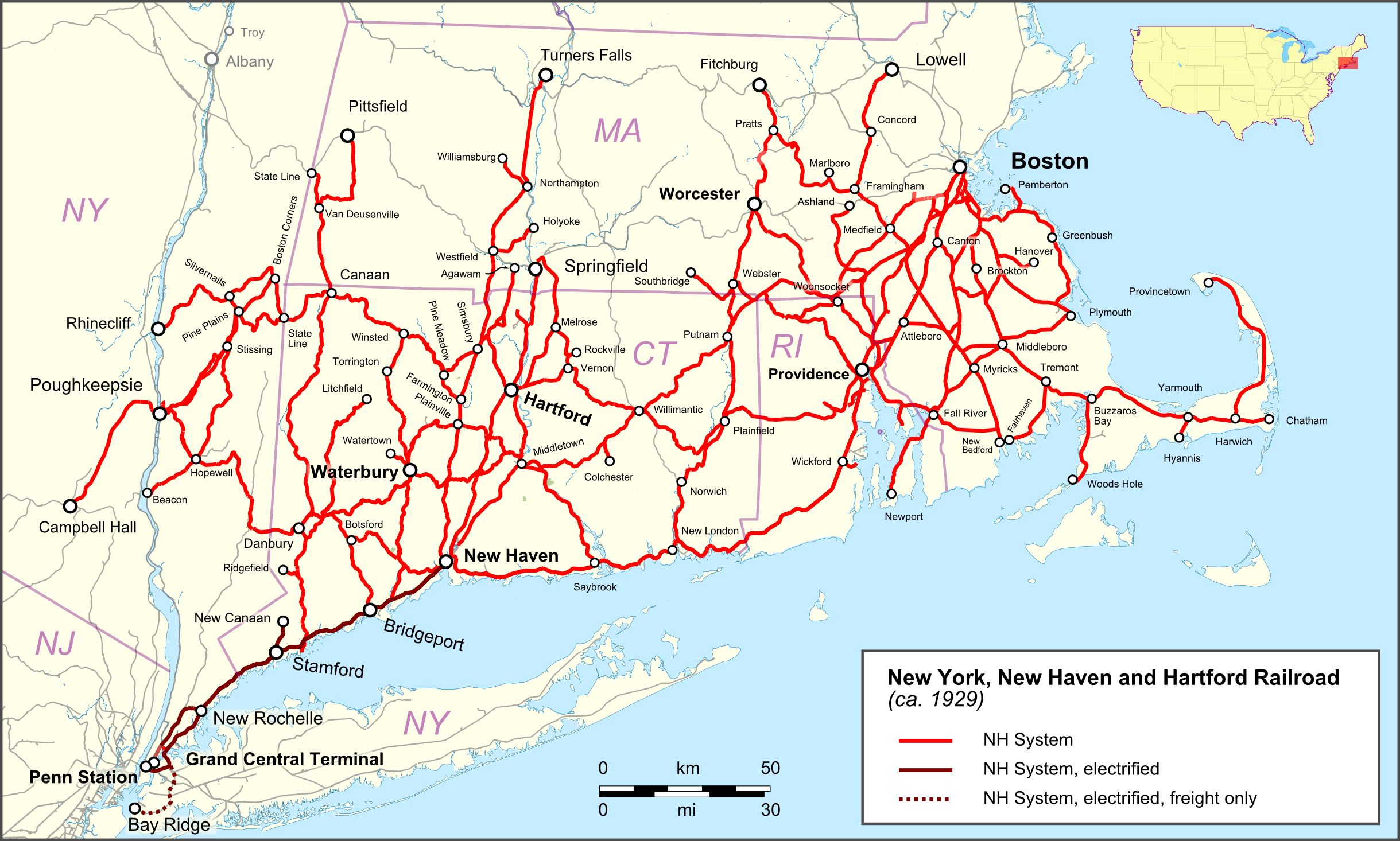
Streckennetz der New York, New Haven and Hartford Railroad

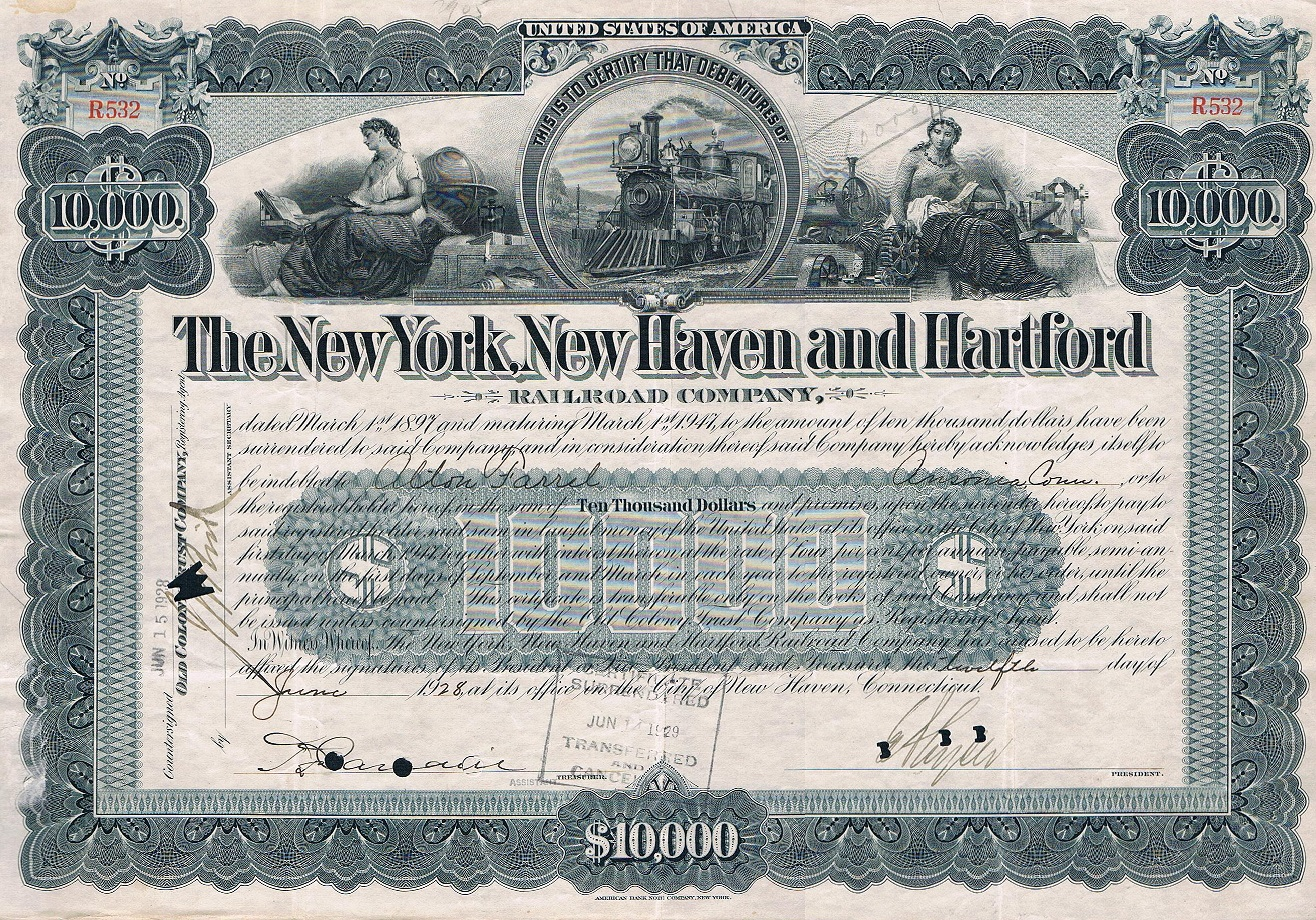
Aktie der New York, New Haven and Hartford Railroad von 1928

Die ersten Eisenbahnlinien im Gebiet der späteren NH wurden in den frühen 1830er-Jahren gebaut. Das Streckennetz wuchs schnell, um der Entwicklung der ansässigen Industrie folgen zu können, die erst mit dem amerikanischen Bürgerkrieg ein vorläufiges Ende fand. Bis zu den 1890er Jahren hatten sich vier größere Bahngesellschaften in Neu England etabliert: die Old Colony Railroad in der Umgebung von Boston, die New York and New Haven Railroad in der Umgebung von Hartford, die New York and New England Railroad in der Umgebung von New York City und die Central New England Railway im Bundesstaat Connecticut. Durch Verschmelzung, Vereinigung und Übernahmen entstand 1872 aus diesen und 171 weiteren kleineren Bahngesellschaften die New York, New Haven and Hartford Railroad mit einem Streckennetz von 3630 Kilometern.

### Ausbau
In den späten 1890er-Jahren begann der Ausbau des Eisenbahnnetzes, was vor allem von dem Unternehmer J. P. Morgan vorangetrieben wurde. Es galt dann als eines der fortschrittlichsten seiner Zeit, so wurde bei der New Haven 1899 erstmals in Nordamerika ein Signalsystem verwendet, das die Farben Rot, Gelb und Grün in den heute üblichen Bedeutungen verwendete. Die Hauptstrecke zwischen New York City und New Haven wurde auf vier Gleise ausgebaut. Von 1915 bis 1918 wurde die ganze Strecke mit Formsignalen neu ausgestattet, nachdem wegen eines defekten Halt-Scheiben-Signals ein Zusammenstoß zweier Züge erfolgt war, der 21 Todesopfer gefordert hatte.

### Elektrifizierung

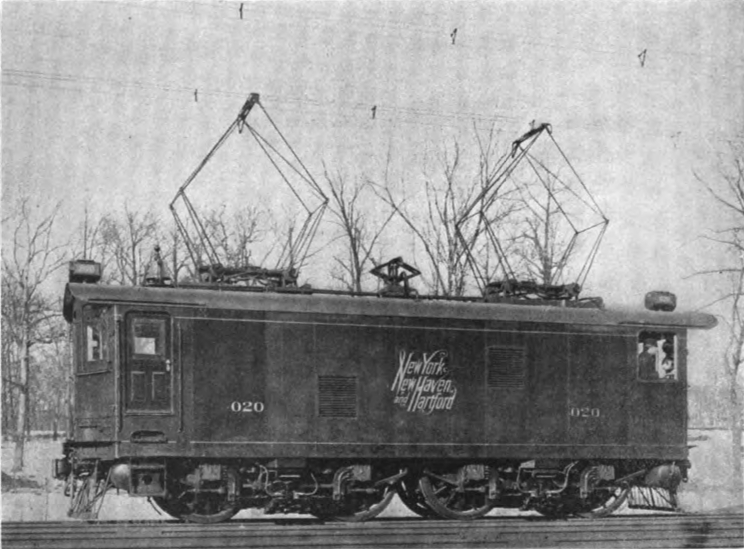
Lokomotive der Baureihe EP-1, der kleine Stromabnehmer für die Gleichstrom-Deckenstromschiene ist zwischen den Stromabnehmern für den Wechselstrombetrieb angeordnet

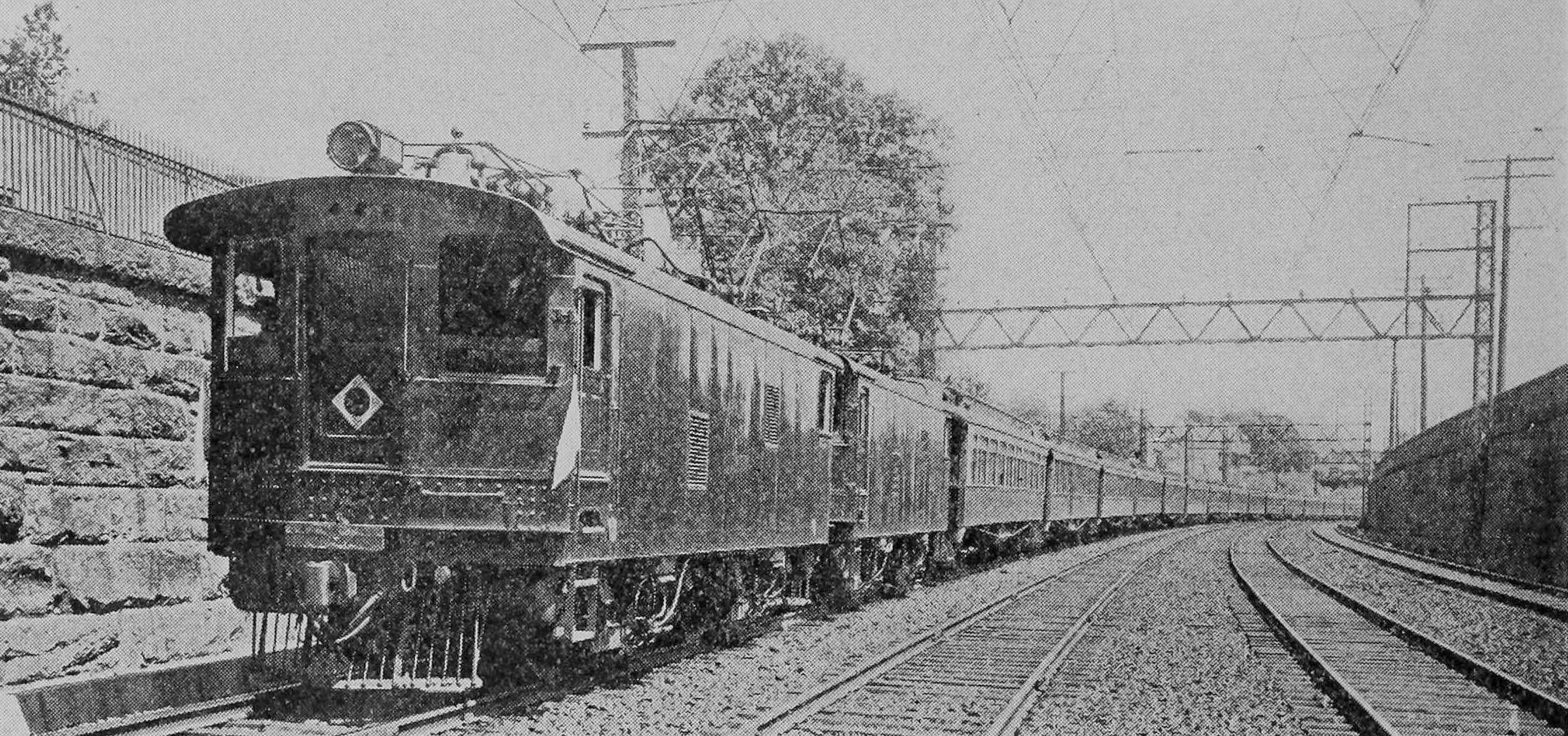
Reisezug mit einer Doppeltraktion EP-1-Lokomotiven

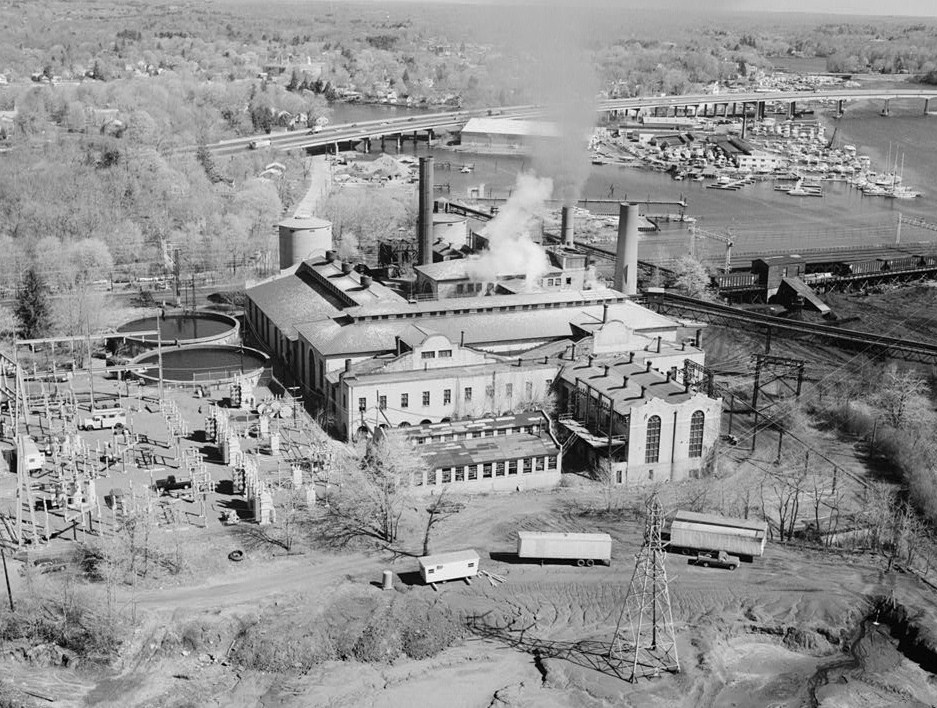
Im Jahr 2001 abgebrochenes bahneigenes Kraftwerk in Cos Cob. Bild aus dem Jahre 1977

Die New Haven hatte mit der 1898 fertiggestellten eingleisigen Nebenstrecke Stamford–New Canaan den elektrischen Betrieb mit 500 V Gleichspannung aus seitlichen Stromschienen begonnen. Im weiteren Verlauf der Elektrifizierung musste jedoch auf ein Oberleitungssystem zurückgegriffen werden, weil der Bundesstaat Connecticut den Stromschienenbetrieb als zu gefährlich erachtete und verbot. Die New York, New Haven & Hartford Railroad begann ihre Hauptstrecke, die New Haven Line, mit 11 kV und 25 Hz Wechselspannung zu elektrifizieren. Im Jahre 1907 konnte der elektrische Betrieb zwischen Woodlawn und Stamford aufgenommen werden, wobei der Strom aus dem eigenen Kohlekraftwerk in Cos Cob bezogen wurde. Der elektrische Betrieb erreichte 1914 New Haven und 1929 Hartford. Die Züge verkehrten nun durchgehend elektrisch von Hartford bis New York, wobei sie ab Woodlawn mit 700 V Gleichspannung aus der dritten Schiene über die Strecke der New York Central Railroad (NYC) das Grand Central Terminal erreichten.
Während der Reiseverkehr zunehmend elektrisch betrieben wurde, blieb der Güterverkehr vorerst beim Dampfbetrieb. Ein erster Liefervertrag für 35 Elektrolokomotiven des Typs EP-1 wurde 1905 mit Westinghouse Electric abgeschlossen, die den mechanischen Teil an die Baldwin Locomotive Works vergab. Die EP-1 waren Zweisystemlokomotiven, die sowohl mit Gleich- wie mit Wechselstrom betrieben werden konnten. Der Gleichstrom konnte von einer seitlich angeordneten Stromschiene, wie auch von einer ähnlich einer Oberleitung über dem Gleis angeordneten Deckenstromschiene abgenommen werden, wobei letzteres über einen kleinen Stromabnehmer mittig auf dem Dach der Lok erfolgte. Der Wechselstrom wurde über konventionelle größere Scherenstromabnehmer der Lokomotive zugeführt. Der Wechsel zwischen den Bahnstromsystemen erfolgte während der Fahrt.
Zwischen 1918 und 1928 wurden bei Westinghouse 27 Elloks vom Typ EP-2 mit 2052 HP beschafft, welche wichtige Züge im Bereich Boston und schwere Züge in New York sowie im Großraum New Haven bespannten. 1930 hatte die New Haven in New York mehr als 200 elektrische Nahverkehrstriebwagen im Einsatz. 1931 wurden zehn Elektrolokomotiven vom Typ EP-3 (mit einer Leistung von 2700 HP) von General Electric für die Beförderung schwerster Züge beschafft.
In den 1930er Jahren griff die New Haven Railroad auch den Trend zu Stromlinienfahrzeugen mit der Anschaffung des „Comet“, eines dreiteiligen, dieselgetriebenen Triebwagenzug mit Aluminiumaufbauten auf. Dieser von Goodyear Zeppelin in Akron entwickelte Zug hatte Platz für 160 Fahrgäste und wurde auf der 44 Meilen langen Strecke zwischen Boston und Providence eingesetzt. Der Comet schaffte die Strecke in 44 Minuten.
1938 entwickelt die New York, New Haven & Hartford Railroad den Trailer on Flatcar-Dienst, der auch als Piggy Pack bekannt wurde. Dabei werden LKW-Anhänger oder auch Sattelauflieger der Farmer auf Flachwagen verladen, um diese in die Städte zum Verkauf zu bringen. Diese Art des Transports wurde erst rund 60 Jahre später als kombinierter Verkehr bei europäischen Bahnen eingeführt.
Der Kauf von zehn Hudson-Dampflokomotiven war die letzte Anschaffung von Dampflokomotiven der Gesellschaft. Anfang der 1940er Jahre wurden 87 »Diesel-Switcher« (Rangierlokomotiven) und 60 DL-109-Streckenloks bei Alco gekauft. 1942/43 beschaffte die Gesellschaft 15 Elektrolokomotiven für den Güterverkehr von Baldwin-Westinghouse (5) und General Electric (10), wobei die Loks von Baldwin-Westinghouse mit ihren Dampfheizeinrichtungen auch für Reisezüge eingesetzt wurden.
In der Zeit nach dem Zweiten Weltkrieg wurde die Verdieselung weiter vorangetrieben, sodass im Jahr 1952 die letzte Dampflokomotive abgestellt wurde.

### Konkurrenz durch den Straßenverkehr, Reorganisation
Die hohen Investitionen in die Elektrifizierung sowie die Errichtung der New York Connecting Railroad mit der Hell Gate Bridge schlugen sich Anfang des 20. Jahrhunderts stark in den Bilanzen der New Haven Railroad nieder. Eine Insolvenz vermied zum Ende des Ersten Weltkriegs vor allem die vorübergehende Übernahme der Bahngesellschaft durch die United States Railroad Administration.
Ende der 1920er-Jahre verbesserte sich die finanzielle Situation der New Haven Railroad. Die Einsparungen und Verkehrszuwächse der in den Vorjahren getätigten Großinvestitionen machten sich bemerkbar. Zudem erwarb die wirtschaftlich starke Pennsylvania Railroad etwa ein Viertel der Firmenanteile der New Haven Railroad. Sowohl Pennsylvania als auch New Haven kauften zudem signifikante Anteile an der Boston and Maine Railroad (B&M), die dadurch mehr Güter über die Strecken der New Haven anstelle der Boston and Albany Railroad leitete.
Die 1929 beginnende Great Depression und der aufkommende motorisierte Individualverkehr sorgten jedoch für einen drastischen Rückgang der Einnahmen bei nahezu unveränderten Kosten. Am 23. Oktober 1935 meldete die New Haven Railroad daher Insolvenz an. Unter Insolvenzverwaltung wurden große Umstrukturierungen vorgenommen. So legte die New Haven Railroad zahlreiche Nebenstrecken still, gab ihre Dampfschiffverbindungen auf und liquidierte die Tochtergesellschaft New York, Westchester and Boston Railway. Zugleich wurde die Infrastruktur der Hauptstrecken modernisiert und die Ablösung der Dampflokomotiven mit der Beschaffung der erwähnten 60 ALCO-DL-109-Diesellokomotiven begonnen. Noch unter Insolvenzverwaltung beförderte die New Haven Railroad ab dem amerikanischen Eintritt in den Zweiten Weltkrieg mehr Personen und Güter als je zuvor.

### McGinnis-Era, Niedergang, Übernahme durch Penn Central
Am 18. September 1947 wurde die fast zwölf Jahre zuvor begonnene Insolvenzverwaltung der New Haven Railroad beendet. Die Führungskräfte wurden durch eine neue Gruppe, angeführt durch Frederic C. Dumaine Sr., ersetzt. Nach dem Tod von Dumaine Sr. im Jahr 1951 übernahm sein Sohn, Frederic C. Dumaine Jr., den Präsidentenposten. Er wurde seinerseits am 14. April 1954 durch Patrick B. McGinnis abgelöst, der einen Proxy-Fight über die Aktienstimmrechte zur Besetzung der Vorstandsposten gewonnen hatte. McGinnis kürzte die Mittel für Wartung und Unterhalt drastisch, stellte verschiedene unrentable Leistungen ein und versuchte, die Bundesstaaten zur Übernahme des Defizits aus dem Schienenpersonennahverkehr zu bewegen. Bei seinem durch Kundenproteste forcierten Rücktritt im Januar 1956 waren die langfristigen Verbindlichkeiten der New Haven Railroad jedoch massiv angewachsen.
Verstärkt wurde Niedergang der New Haven Railroad 1955 durch einen Unfall, als im Juli in Bridgeport ein Zug entgleiste und die Hauptstrecke zwei Tage lang blockierte. Die Flut vom August 1955, bei der ein Sturm mit extremen Regenfällen mehrere Strecken unterspülte und diese unterbrach, führte ebenfalls zu erheblichen finanziellen Einbußen. Die Reparatur dauerte bis in das nächste Jahr, die Fahrgastzahlen gingen zurück und Gütertransportaufräge brachen weg.
Als 1958 die Interstate 95 fertiggestellt wurde, führte dies in den folgenden Jahren zu einem Rückgang von 25 Prozent des Ladungsaufkommens. Durch die Interstate Commerce Commission (ICC) vermittelte Staatskredite halfen der New Haven Railroad zunächst, doch am 7. Juli 1961 musste die Gesellschaft erneut Insolvenz anmelden. Der Reiseverkehr wurde daraufhin reduziert; der Betrieb jedoch insgesamt unter Insolvenzverwaltung fortgeführt. 1965 wurde mit einer U25B von GE die letzte Lokomotive für die Gesellschaft gebaut.
Das endgültige Ende der New York, New Haven & Hartford Railroad kam zum 31. Dezember 1968: Die Penn Central übernahm das Unternehmen, nachdem die New Haven Railroad mehrere Jahre intensiv dafür geworben hatte. Penn Central bestand auf einer Übernahme ohne den verlustträchtigen Personenverkehr, die jedoch abgelehnt wurde. Am 2. Dezember 1968 machte die ICC der Penn Central schließlich zur Auflage, die gesamte New Haven Railroad bis Anfang 1969 zu übernehmen.

Die New Haven Railroad in ihrem letzten Betriebsjahr, 1968
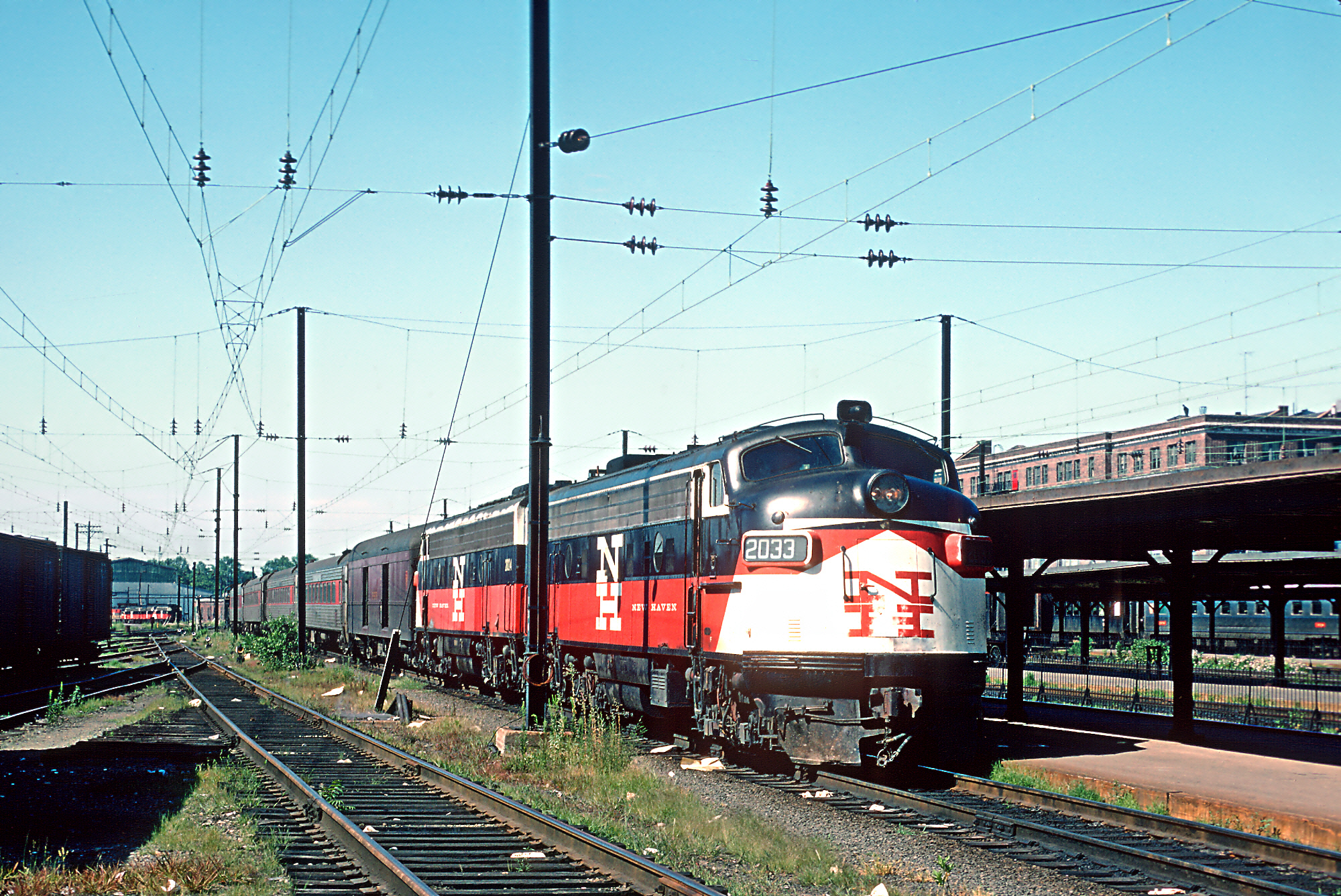
EMD-FL9-Lokomotiven mit Fernzug
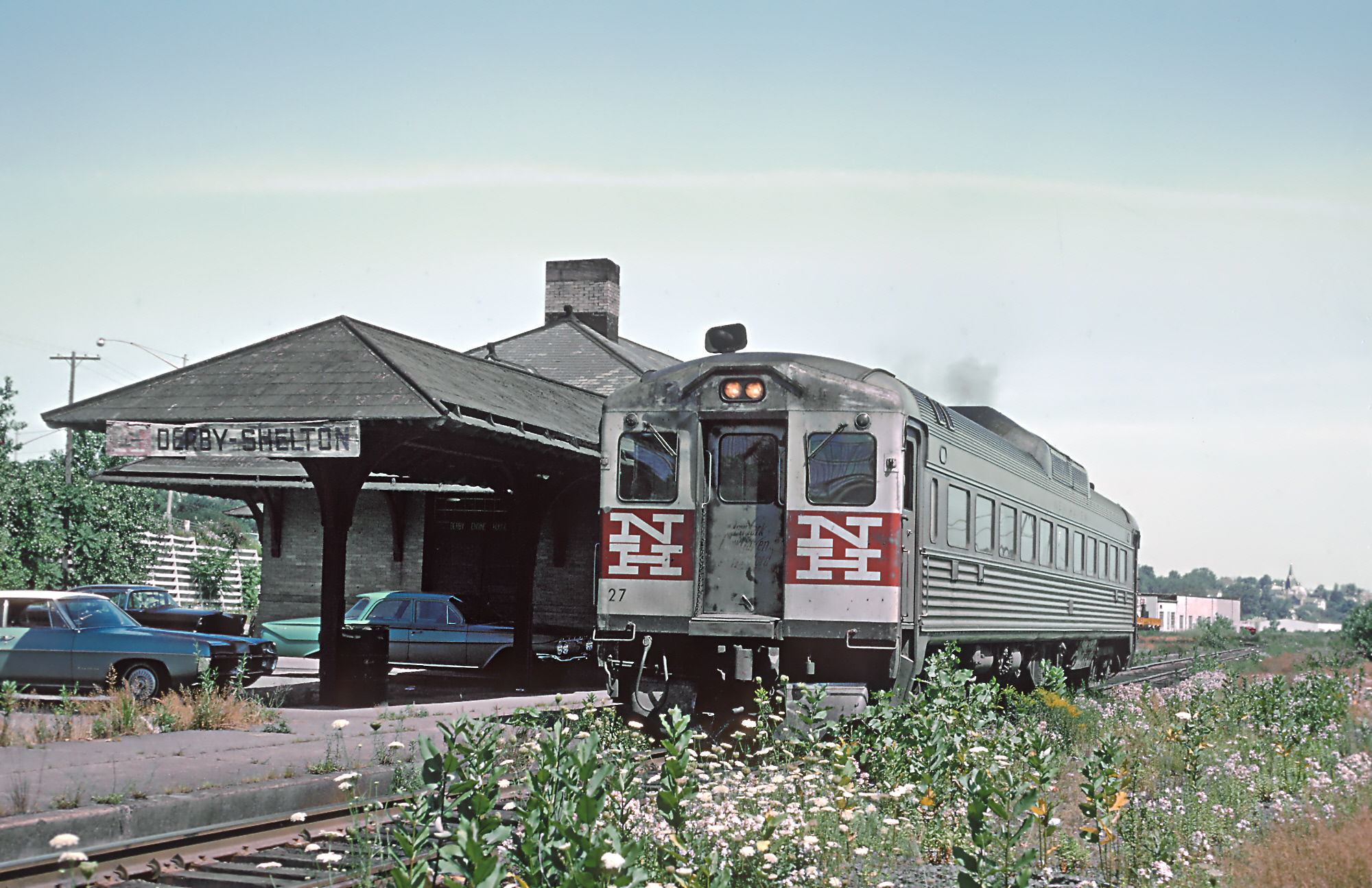
Budd RDC im Nahverkehr auf Nebenstrecken
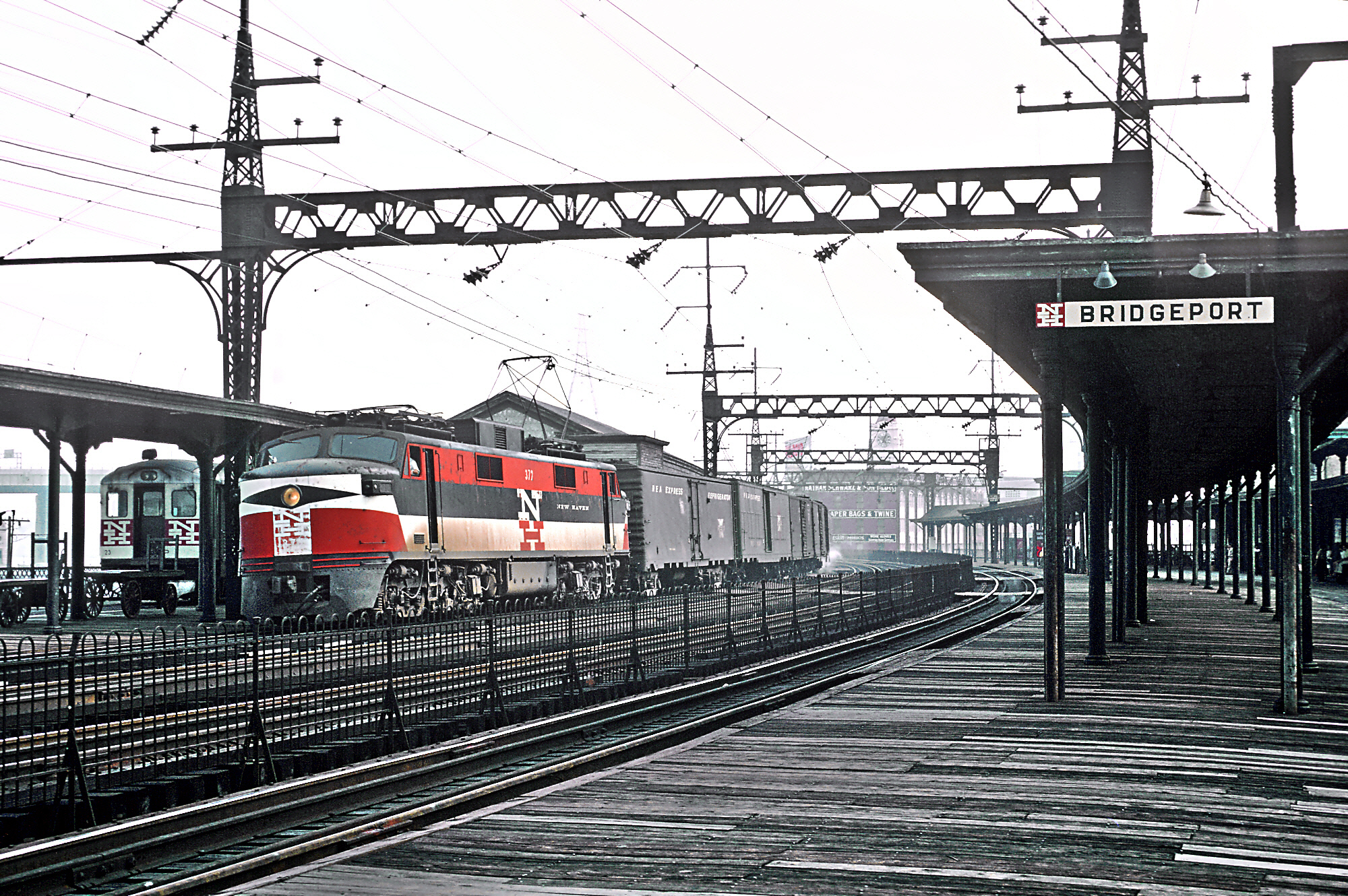
EP-5-Ellok und Budd-RDC-Triebwagen
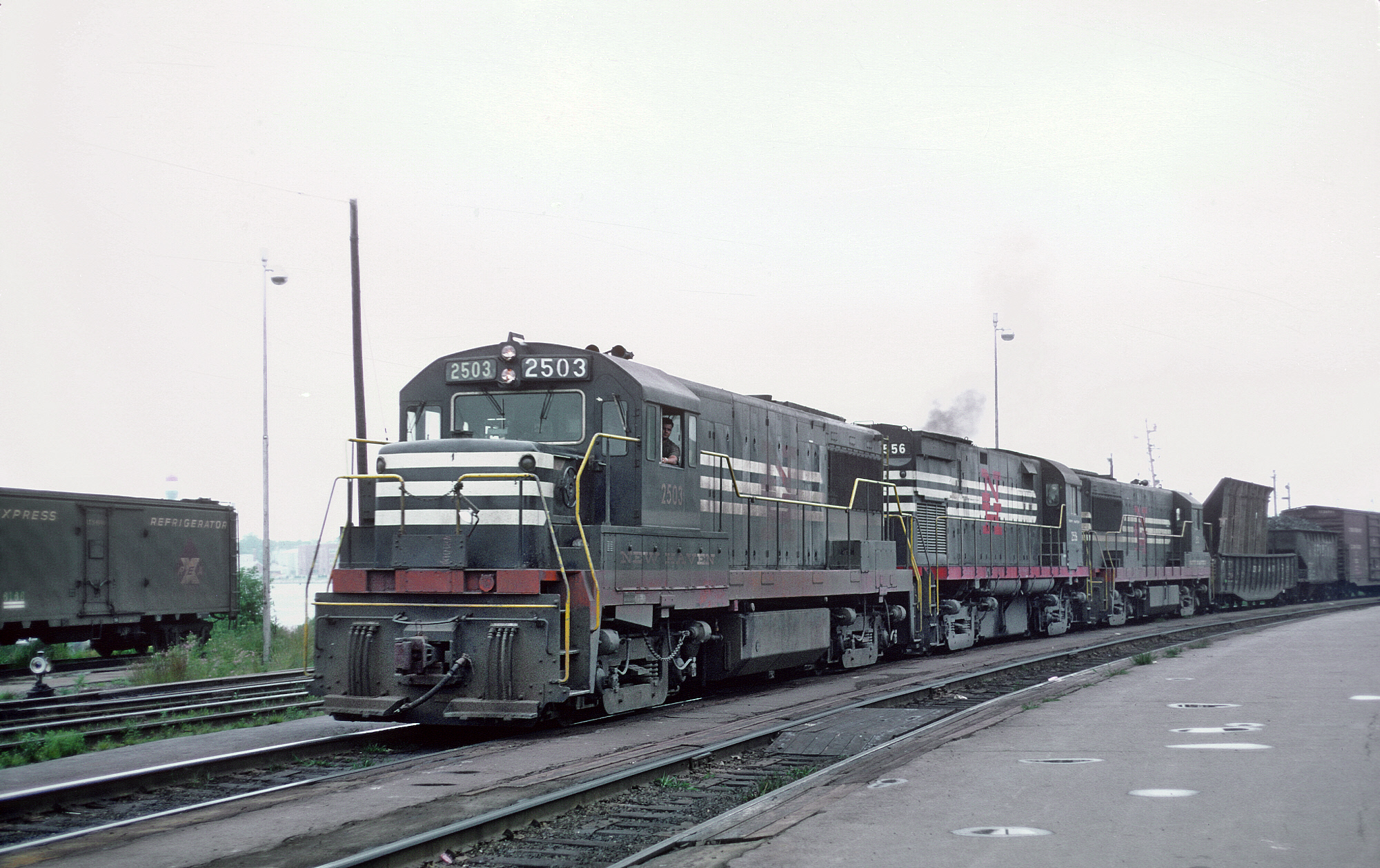
GE-U25B-Lokomotiven im Güterverkehr

### ConnDOT
Die in den 1950er-Jahren unter Regie von McGinnis eingeführte Farbgebung und das Logo der NH wurden ab den 1970er-Jahren vom Connecticut Department of Transportation (ConnDOT) für Diesel- und Zweikraftloks verwendet, die Züge der Metro-North oder Shore Line East bespannen. ConnDOT (CTRail) verwendet inzwischen aber auch ein eigenes Farbschema.